# Mailhac-sur-Benaize
Mailhac-sur-Benaize – miejscowość i gmina we Francji, w regionie Nowa Akwitania, w departamencie Haute-Vienne.
Według danych na rok 1990 gminę zamieszkiwało 357 osób, a gęstość zaludnienia wynosiła 17 osób/km² (wśród 747 gmin Limousin Mailhac-sur-Benaize plasuje się na 320. miejscu pod względem liczby ludności, natomiast pod względem powierzchni na miejscu 316.).

## Populacja

Populacja Mailhac-sur-Benaize w latach 1962–2008